# Dedication (Генкок)
Dedication (укр. «Присвята») — тринадцятий альбом американського джазового піаніста Гербі Генкока. Записаний в Японії у 1974 році під час японського туру.
Вперше випущений на LP японською CBS / Sony 21 вересня 1974, за межами Японії випйшов лише у 2013, спочатку як частина комплекту 34 дисків The Complete Columbia Album Collection 1972—1988.

## Трек-лист
Всі композиції Гербі Хенкока.
| #  | Назва               | Тривалість |
| -- | ------------------- | ---------- |
| 1. | «Maiden Voyage»     | 7:44       |
| 2. | «Dolphin Dance»     | 11:18      |
| 3. | «Nobu»              | 7:39       |
| 4. | «Cantaloupe Island» | 13:57      |